# مونیکا اوکامپو
مونیکا اوکامپو (انگلیسی: Mónica Ocampo؛ زادهٔ ۴ ژانویهٔ ۱۹۸۷) بازیکن فوتبال اهل مکزیک است.
از باشگاه‌هایی که در آن بازی کرده‌است می‌توان به اسکای بلو اف‌سی و آتلانتا بیت اشاره کرد.
وی همچنین در تیم‌های ملی فوتبال Mexico women's national under-20 football team و زنان مکزیک بازی کرده‌است.